# Causses
Causses là một vùng cao nguyên đá vôi (theo tiếng Occitan thì Causse nghĩa là "cao nguyên đá vôi") nằm ở miền Trung về phía Đông nam nước Pháp, thuộc khu vực vùng núi và cao nguyên Khối núi Trung tâm. Causses giáp với tỉnh Nouvelle-Aquitaine, Périgord ở Tây Bắc, phía Đông là thị trấn Aubrac và dãy Cevennes.

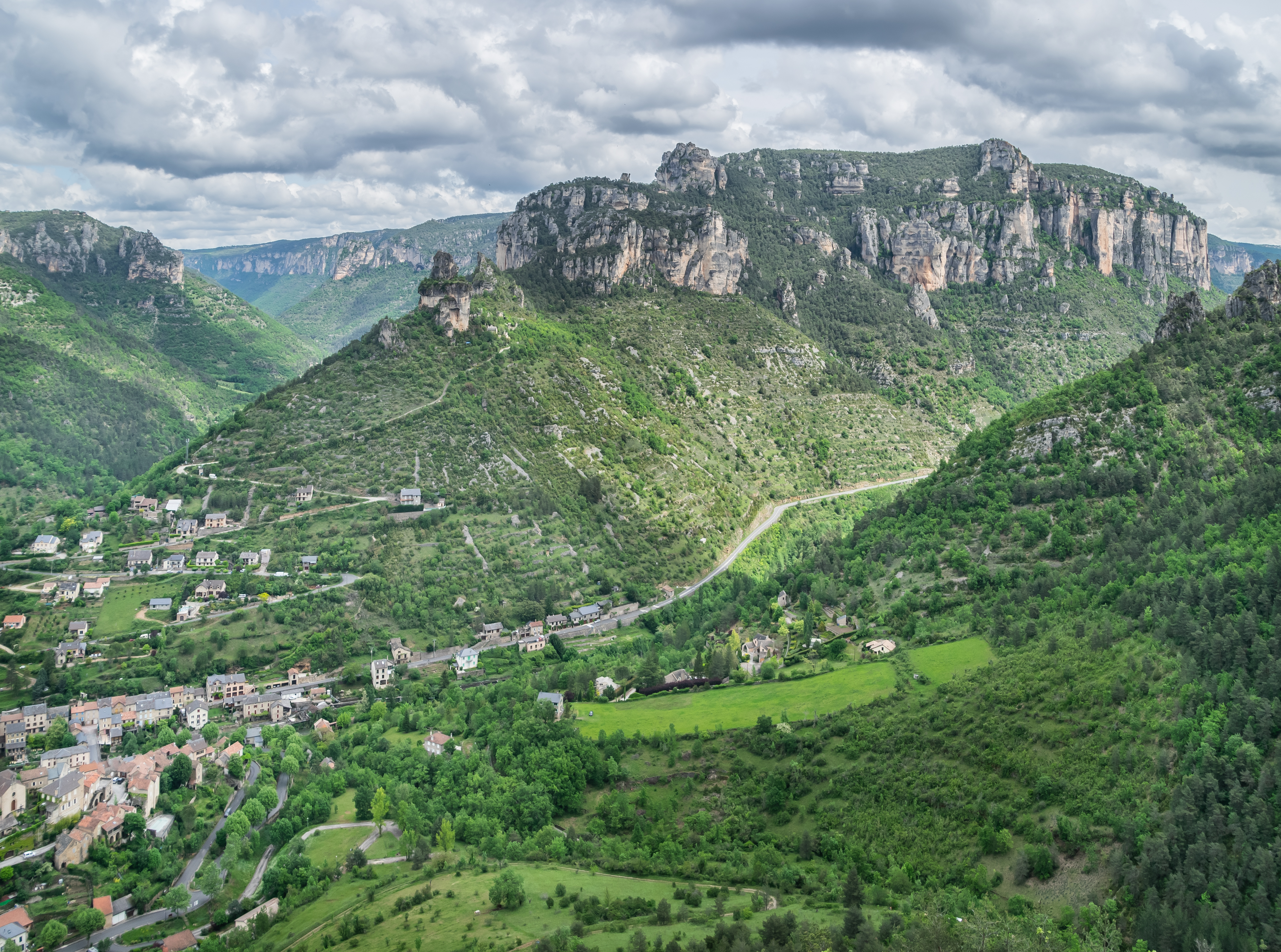
Causse Mejean ở Le Rozier, tỉnh Lozère

Nơi đây có một địa hình núi xen lẫn các thung lũng sâu xói mòn tạo ra các lớp trầm tích được cấu thành bởi nhiều cao nguyên nhỏ hơn bao gồm:
- Causses du Quercy:
  - Causse de Martel
  - Causse de Gramat
  - Causse de Limogne
  - Corrèzien Causse
- Grands Causses:
  - Causse du Comtal
  - Causse de Sévérac
  - Causse de Sauveterre
  - Méjean Causse
  - Noir Causse
  - Causse du Larzac

## Văn hóa
Nơi đây đại diện cho mối quan hệ mục vụ nông nghiệp với thiên nhiên. Khu vực bao gồm những khu dân cư, trang trại, ruộng bậc thang, các bức tường, bể chứa nước cùng một số nhà thờ được xây bằng đá có từ thế kỷ 11, phản ánh sự phát triển kinh tế nông nghiệp, tôn giáo của vùng đồng bằng ven Địa Trung Hải vẫn còn tồn tại tới ngày nay.
Đây là một phần của Công viên thiên nhiên Grands Causses thành lập vào năm 1995.

## Hình ảnh

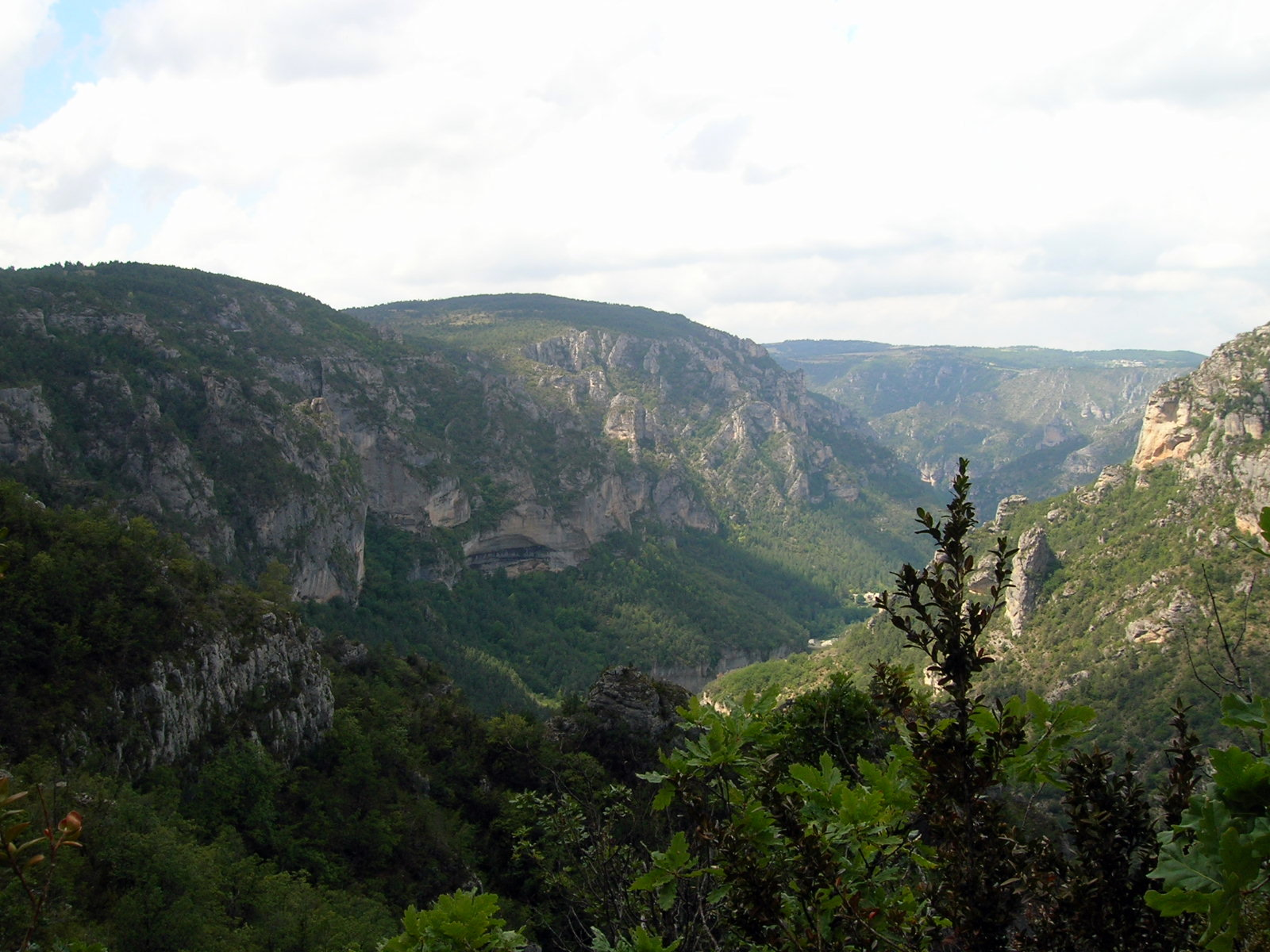
Công viên thiên nhiên Grands Causses
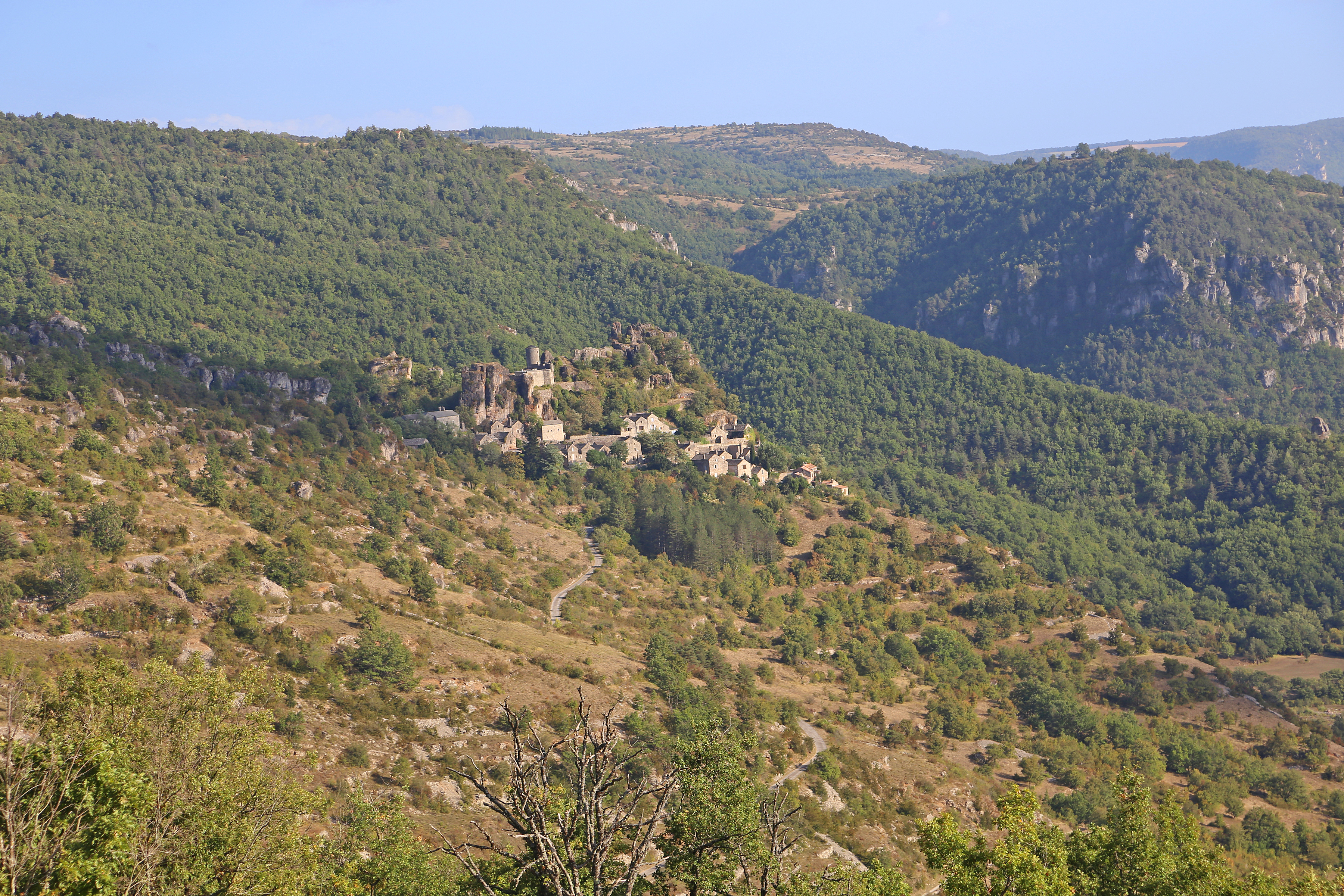
Công viên thiên nhiên Grands Causses
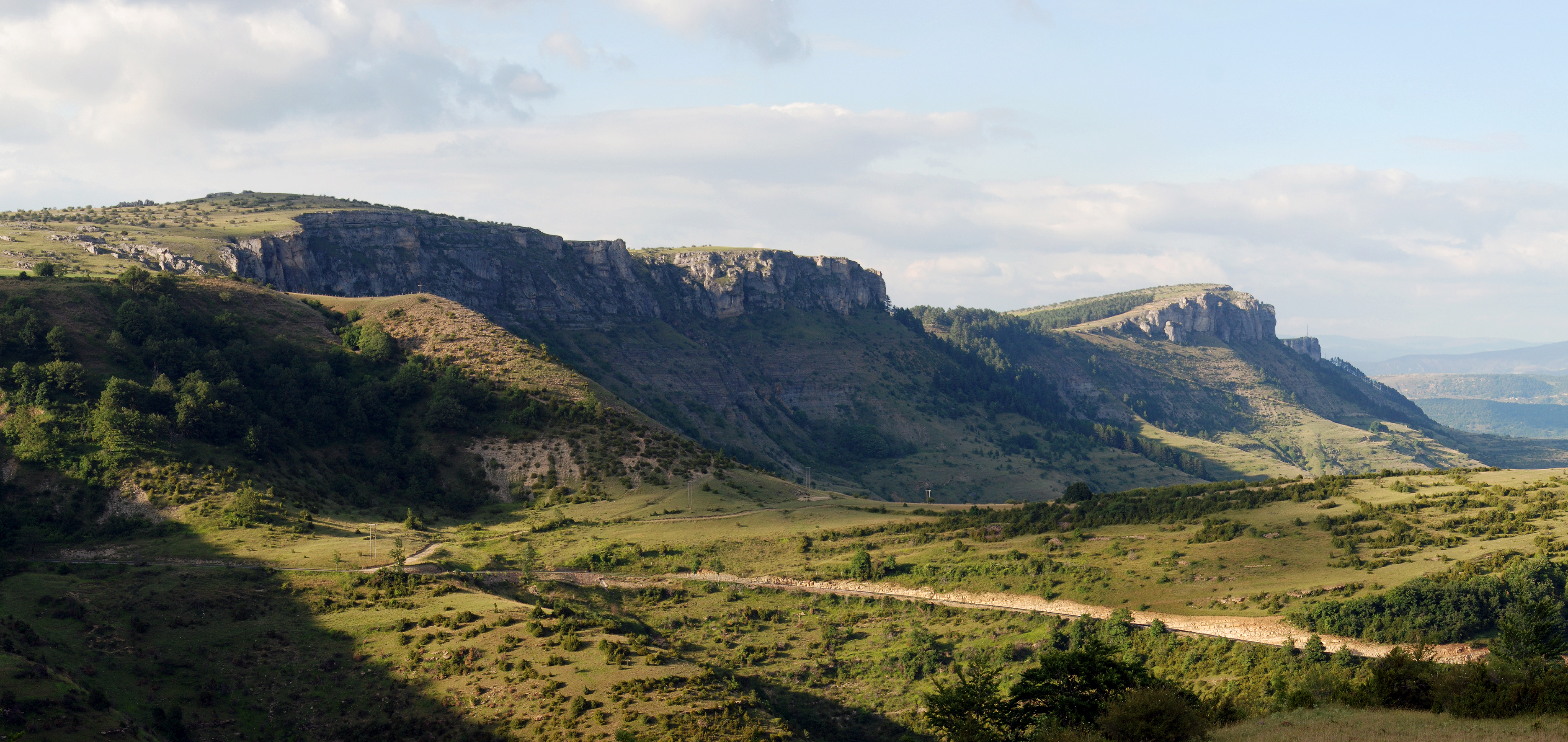
Méjean Causse
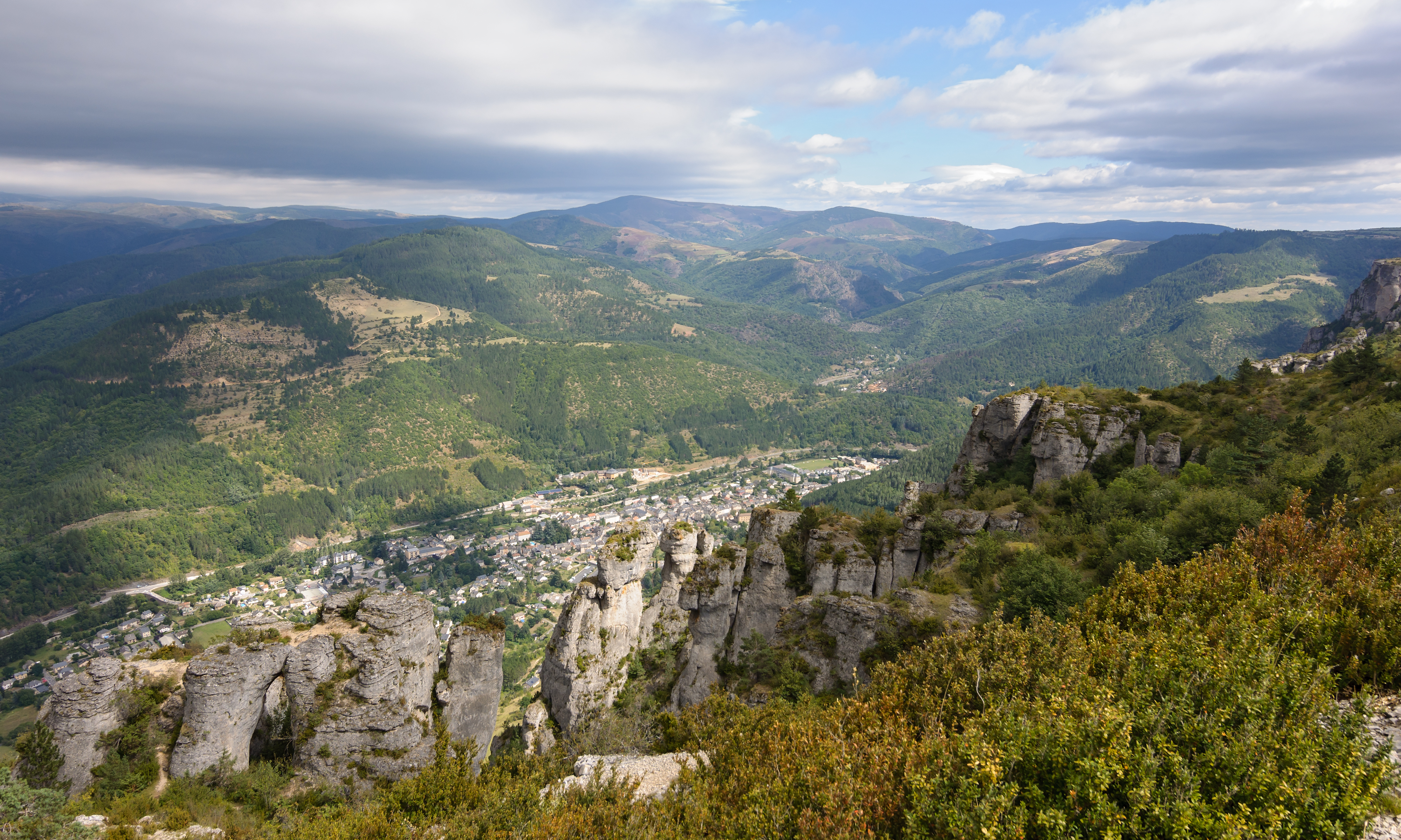
Causse Mejean
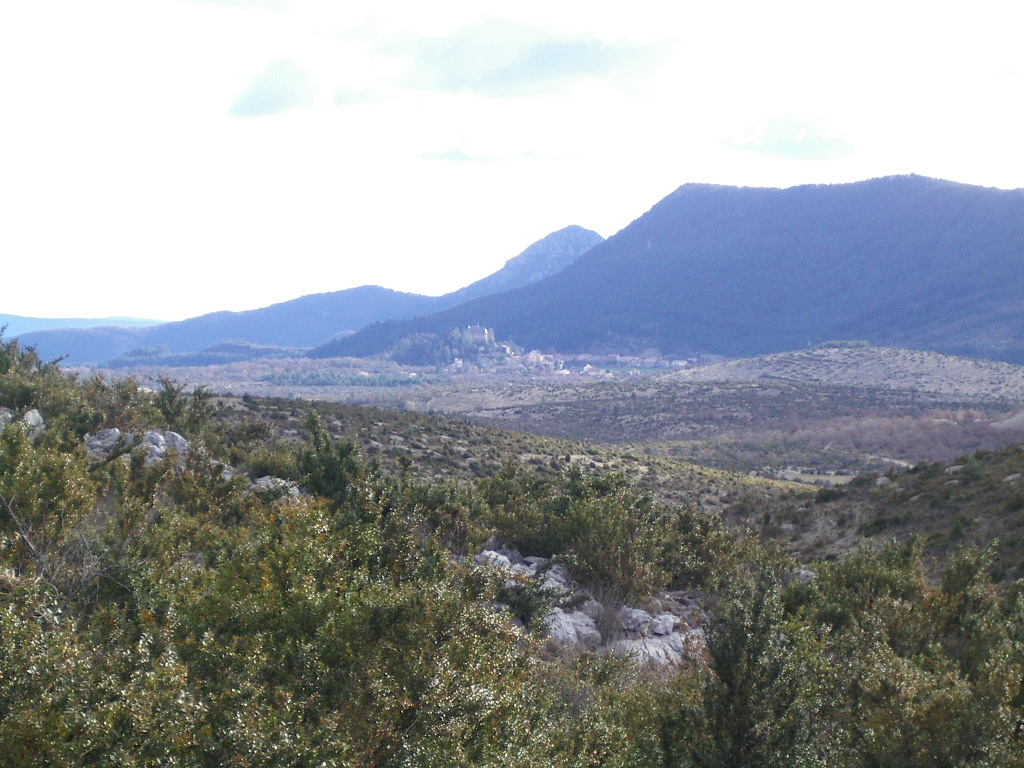
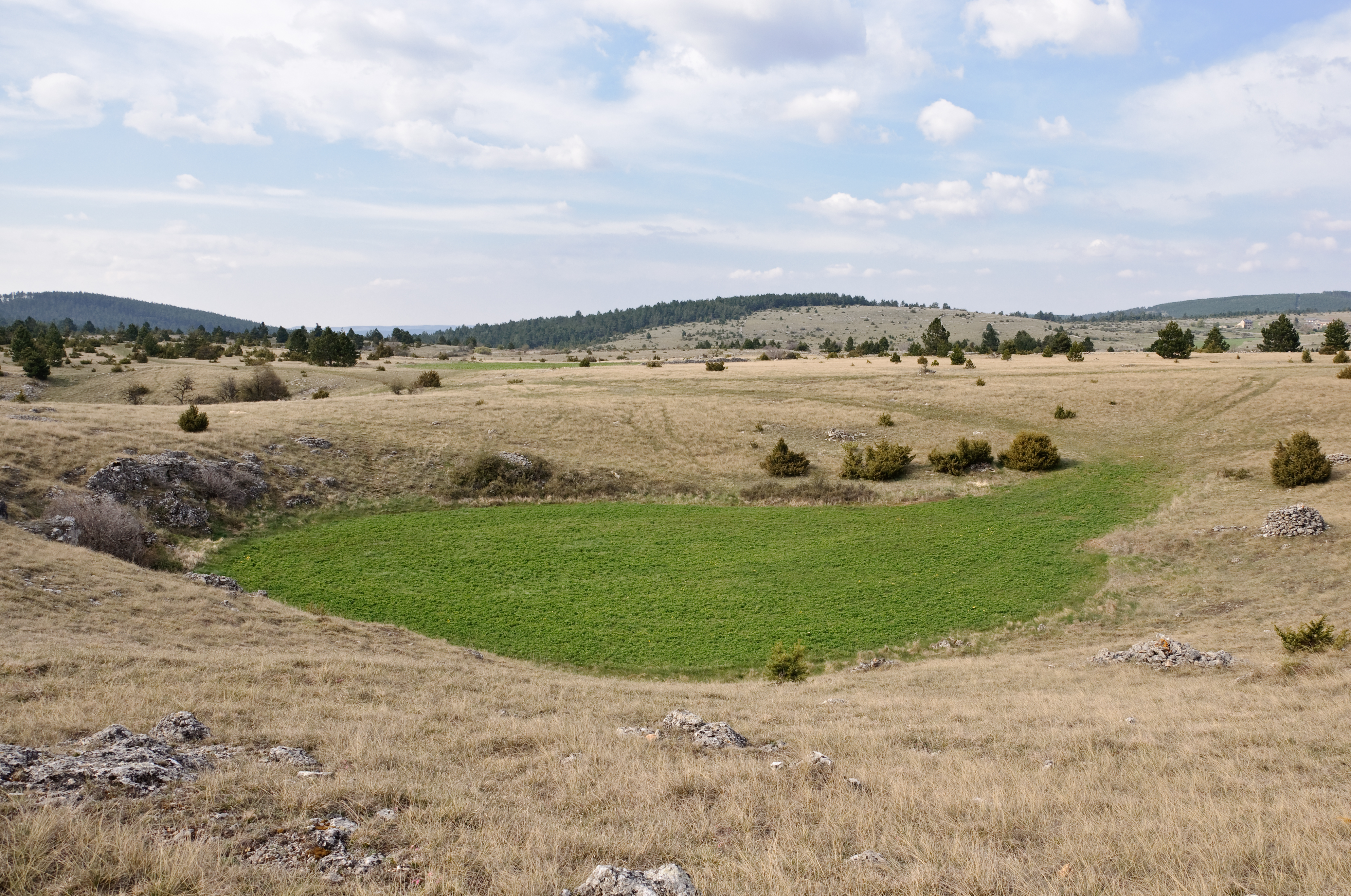
Causse de Sauveterre
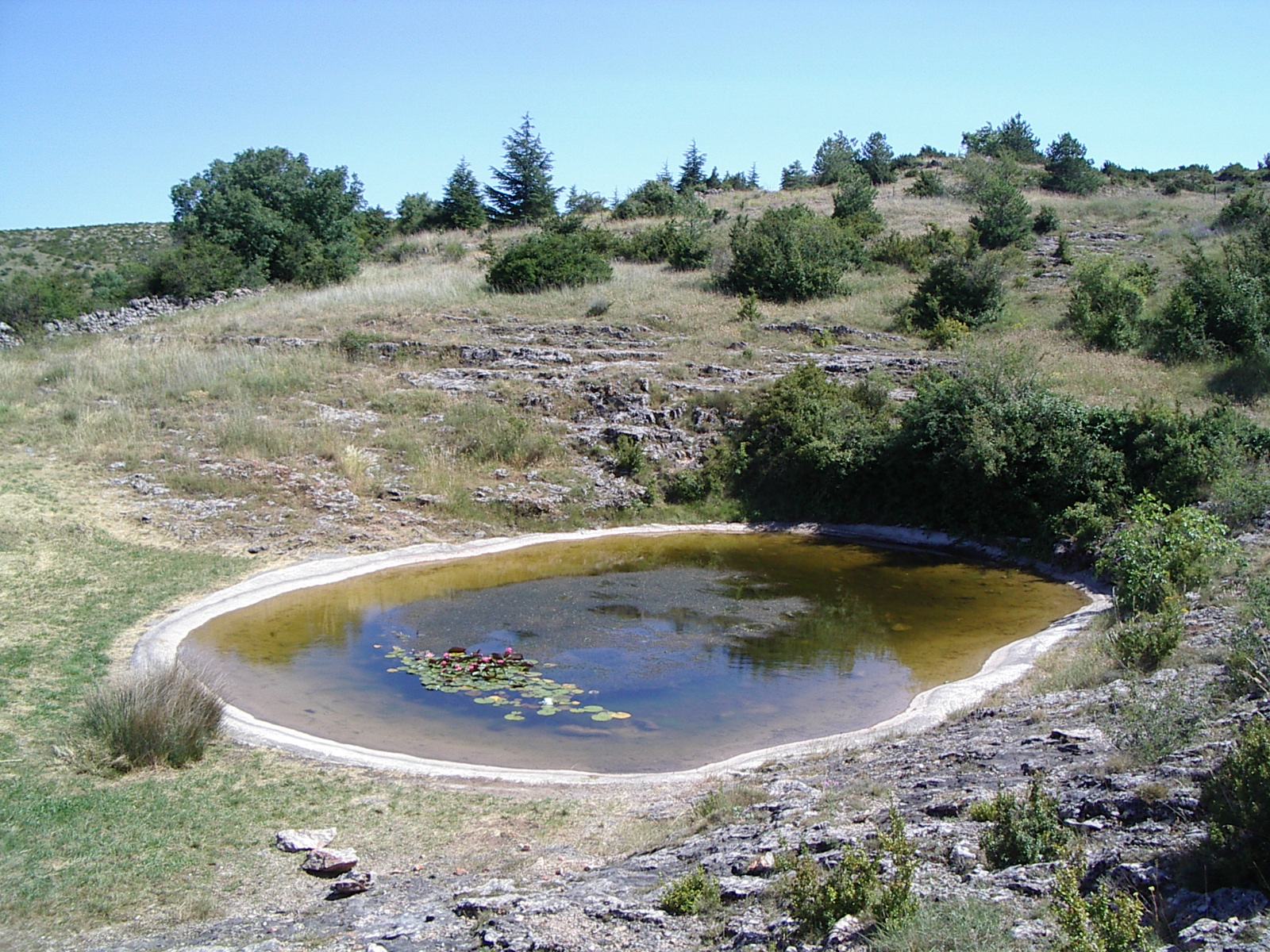
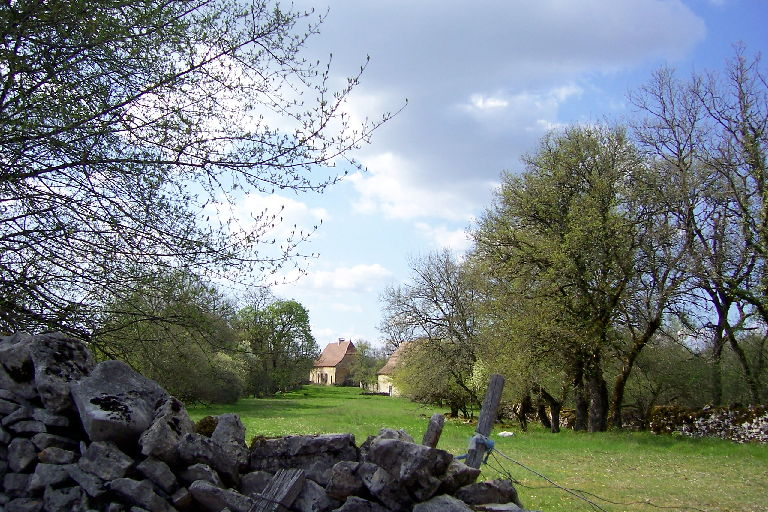
Nhà thờ ở Casse